# Opátka
Opátka (maďarsky Apátka) je obec na východním Slovensku v okrese Košice-okolí. V roce 2017 měla 96 obyvatel. V obci se nachází malá veřejná knihovna a obchod se smíšeným zbožím.

## Historie
První písemná zmínka o obci pochází z roku 1324.